# Tehuasca
Tehuasca, rod glavočika smješten u tribus Gochnatieae, dio potporodice Gochnatioideae. Jedona vrsta je T. magna, grm ili manje drvo sa široko jajastim listovima iz središnjeg sjeveroistočnog Meksika. T. magna dijeli s većinom vrsta Anastraphia pubescentne vjenčiće za razliku od golih kao u Nahuatlea. Ime Tehuasca, anagram je od Huasteca (indijanskog naroda iz Meksika)

## Sinonimi
- Gochnatia magna M.C.Johnst. ex Cabrera, 1971, bazionm